# Oleh Lužnyj
Oleh Lužnyj (ukr. Олег Романович Лужний, Lavov, 5. kolovoza 1968.) je bivši sovjetski i ukrajinski nogometaš i umirovljeni nogometni reprezentativac, je ukrajinski nogometni trener.

## Karijera
Oleh je nogometnu karijeru započeo u Torpedu iz Lucka 1985. godine. Godine 1988. prelazi u SKA Lavov, da bi već 1989. zaigrao za Dinamo Kijev. Za Dinamo je igrao deset godina, odigrao je 253 utakmice i postigao 13 golova. Potpisao je ugovor s engleskim Arsenalom u ljeto 1999., nakon što je impresionirao menadžera Arsenala Arsena Wengera za vrijeme utakmica kvalifikacija za Ligu prvaka. U Arsenalu je bio do 2003. kada je prešao u Wolverhampton gdje je odigrao samo šest utakmica. Godine 2005. u latvijskom klubu FK Venta osim što igra radi i kao trener. U Dinamu iz Kijeva radi kao pomoćni i kao privremeni trener. Od 2012. do 2013. bio je trener u Tavriji iz Simferopola.

## Priznanja

### Klupska

#### Dinamo Kijev
- Sovjetska liga 1989. – 1990.

- Sovjetski kup: 1990.

- Ukrajinska Premier liga: 1992. – 1993., 1993. – 1994., 1994. – 1995., 1995. – 1996., 1996. – 1997., 1997. – 1998., 1998. – 1999.

- Ukrajinski nogometni kup: 1993., 1996., 1998., 1999.

#### Arsenal F.C.
- FA Premier liga 2001. – 2002.

- FA kup 2002., 2003.

- FA Community Shield 1999., 2002.

### Individualna
- Najbolji debitant u Sovjetskoj ligi 1989. – 1990.

- Najviše puta kapetan Ukrajine.

- Ukrajinska momčad stoljeća (ankta Ukrainsky Futbol): 2000.[3]